# Vouzeron
Vouzeron település Franciaországban, Cher megyében. Lakosainak száma 582 fő (2022. január 1.). Vouzeron Allogny, Nançay, Neuvy-sur-Barangeon, Saint-Laurent és Orçay községekkel határos.

## Népesség
A település népessége az elmúlt években az alábbi módon változott:
| Lakosok száma | 414  | 394  | 441  | 551  | 547  | 553  | 566  | 587  | 593  | 582  |
|               | 1968 | 1982 | 1990 | 2006 | 2013 | 2015 | 2017 | 2019 | 2020 | 2022 |